# El Tepehuaje, Michoacán de Ocampo
El Tepehuaje är en ort i Mexiko.   Den ligger i kommunen Chavinda och delstaten Michoacán de Ocampo, i den centrala delen av landet, 300 km väster om huvudstaden Mexico City. El Tepehuaje ligger 1 560 meter över havet och antalet invånare är 796.
Terrängen runt El Tepehuaje är kuperad norrut, men söderut är den platt. Runt El Tepehuaje är det tätbefolkat, med 397 invånare per kvadratkilometer. Närmaste större samhälle är Zamora, 15,2 km sydost om El Tepehuaje. Trakten runt El Tepehuaje består till största delen av jordbruksmark.